# IC 1729
IC 1729 је елиптична галаксија у сазвјежђу Пећ која се налази на листи објеката дубоког неба у Индекс каталогу.
Деклинација објекта је - 26° 53' 31" а ректасцензија 1h 47m 55,2s. Привидна величина (магнитуда) објекта IC 1729 износи 12,5 а фотографска магнитуда 13,5. IC 1729 је још познат и под ознакама ESO 477-4, MCG -5-5-14, AM 0145-270, PGC 6598.